# Das Wunder von Kärnten
Das Wunder von Kärnten ist ein Fernsehfilm von Regisseur Andreas Prochaska aus dem Jahr 2011. Das Drehbuch schrieben Christoph Silber und Thorsten Wettcke.
Der Film basiert auf einer wahren Begebenheit aus dem Jahr 1998: Ein vierjähriges Mädchen war in den Teich am elterlichen Bauernhof gefallen und anscheinend ertrunken. Der junge Herzchirurg Dr. Markus Thalmann nahm den aussichtslos scheinenden Kampf um das Leben des Mädchens auf. Dessen Rettung ging als „das Wunder von Kärnten“ in die Geschichte der modernen Medizin ein.
Die Produktion (englischer Titel: A Day for a Miracle) gewann am 25. November 2013 einen der International Emmy Awards.

## Handlung
Der junge Wiener Herzchirurg und Ultra-Marathonläufer Dr. Markus Höchstmann hat 1998 in seinem ersten Job am Landeskrankenhaus Klagenfurt keinen leichten Stand. Seine in Wien gebliebene Familie sieht er nur am Wochenende, die älteren Kollegen halten ihn wegen seines Pendelns in die Großstadt für arrogant. Ausgerechnet an dem Wochenende, an dem sein Sohn seinen fünften Geburtstag hat, muss er den in die USA verreisten Chefarzt vertreten und soll einen Kärntner Abgeordneten operieren.
Doch dann tritt ein Notfall ein: Per Rettungshubschrauber wird ein vierjähriges Mädchen anscheinend leblos, mit einer Körpertemperatur von nur 18,4 °C in die Klinik gebracht. Ein wohl hoffnungsloser Fall, denn die Kleine lag fast 30 Minuten unter Wasser. Eine vergleichbare Rettung war bis dahin noch nie gelungen. Obwohl er nie zuvor ein Kind operiert hat, sich die Ausstattung des Krankenhauses als ungeeignet erweist und seine erfahreneren Kollegen keine Hoffnung auf Rettung sehen, nimmt Höchstmann den Kampf um das Leben der Patientin auf. Nach einer fünfzehnstündigen Operation gelingt es ihm und seinem Team schließlich, die kleine Katharina am Leben zu erhalten. Wider alle Prognosen wacht sie nach einigen Tagen aus dem Koma auf und wird wieder vollständig gesund.

## Veröffentlichung
Am 5. Oktober 2011 feierte „Das Wunder von Kärnten“ im Rahmen des Hamburger Filmfests Premiere. Die Erstausstrahlung erfolgte am 18. Januar 2012 auf ORF 2 und erreichte eine Einschaltquote von über einer Million bei den österreichischen Zuschauern. Im ZDF sahen am 5. März 2012 ungefähr 5,8 Millionen Zuschauer den Film.

## Rezensionen
„So spannend kann ein Wunder sein“, resümiert die Kleine Zeitung.
„Spannend wie ein Krimi, schnörkellos und ohne Pathos inszeniert Andreas Prochaska dieses Medical Drama nach einer wahren Begebenheit“, schreibt Kino.de.
„Und Ken Duken ist die Idealbesetzung dieses Helden der Arbeit. Makellos auch Julia Koschitz“, findet der TV-Kritiker Rainer Tittelbach.
„In einer solchen Story die Spannung so hoch zu halten, zeugt vom großen Geschick aller Beteiligten“, lobt TV Spielfilm

## Auszeichnungen
- International Emmy Award 2013 in der Kategorie: TV Movie/Mini-Series[7][8]
- Nominierung für den Produzentenpreis im Rahmen des Hamburger Filmfests 2011 in der Sektion „16:9“
- Romy 2012 für Sam Davis und Klaus Graf als bester TV-Produzent, Christoph Silber und Thorsten Wettcke für bestes Drehbuch
- Bayerischer Fernsehpreis 2012 für Andreas Prochaska in der Kategorie Regie
- Deutscher Schauspielerpreis 2013 des BFFS für Gerti Drassl als beste Nebendarstellerin
- Günter-Rohrbach-Filmpreis 2012, Sonderpreis des Oberbürgermeisters für Gerti Drassl und Gerhard Liebmann
- Nominierung für den Grimme-Preis 2013 in der Kategorie Fiktion
- Nominierung für den Prix Europa 2012
- Nominierung für Andreas Prochaska für den Regiepreis Metropolis 2012 des BVR
- Vom ORF nominiert als Wettbewerbsfilm beim Fernsehfilm-Festival Baden-Baden 2012